# Александра Амисијска
Александра Амисијска је ранохришћанска мученица с краја 3. и почетка 4. века.
Живела је у граду Амису (савремени Самсун) у Малој Азији. Тамо је и пострадала заједно са многим хришћанима у време прогона цара Максимијана.
Пострадала је 310. године. 
Православна церква је прославља 20. марта (по јулијанском календару).